# FC Barreirense
Der Futebol Clube Barreirense ist ein Sportverein aus der portugiesischen Stadt Barreiro in der Metropolregion Lissabon. Die Fußballmannschaft der Herren spielte 24 Spielzeiten in der ersten portugiesischen Liga, der Primeira Liga, zuletzt 1979. Dieser Verein ist ein Mehrspartensportverein.

## Fußball

### Geschichte
Gegründet wurde der FC Barreirense am 11. April 1911. Vor der Etablierung der portugiesischen Liga wurde der Verein 1930 und 1934 jeweils Vizemeister und erreichte zwei weitere Male das Halbfinale. 1937 spielte er erstmals in der 1934 gegründeten höchsten portugiesischen Spielklasse, die bis 1938 noch im Probebetrieb lief. In den 1950er-Jahren gehörte der FC Barreirense acht Jahre ununterbrochen der ersten Liga an, während er sich in den 1960er-Jahren zur Fahrstuhlmannschaft zwischen erster und zweiter Liga entwickelte. Seine beste Platzierung erreichte der Verein in der Saison 1969/70 mit einem vierten Platz. Torhüter war damals Manuel Bento, der später langjähriger Stammtorwart der portugiesischen Nationalmannschaft wurde. Durch den vierten Platz qualifizierte man sich auch zum einzigen Mal für den internationalen Wettbewerb. In der letzten Ausgabe des Messestädte-Pokals 1970/71 schied man in der ersten Runde gegen Dinamo Zagreb aus. Das Hinspiel hatte Barreirense noch 2:0 gewonnen, das Rückspiel ging dann jedoch 1:6 verloren. Letztmals spielte der Verein in der Saison 1978/79 in der ersten Liga. In den 1980er-Jahren konnte man sich noch überwiegend in der zweiten Liga halten. Danach gelang nur noch in der Saison 2005/06 die Qualifikation für die zweithöchste Spielklasse und ab 2009 spielte der Verein für mehrere Spielzeiten sogar fünftklassig. Zur Saison 2020/21 tritt die Mannschaft in der viertklassigen regionalen Liga des Distrikts Setúbal an.

### Persönlichkeiten (Auswahl)

#### Spieler
- José Augusto (1954–1959)
- Mascarenhas (1959–1962 und 1965–1966)
- Manuel Bento (1967–1972)
- Nelinho (1970–1971)
- Carlos Manuel (1978–1979)
- Paulo Fonseca (1986–1995)
- Carlos Manuel Alonso (1998–2001 und 2005–2006)
- Marco Airosa (2005–2006)

#### Trainer
- Júlio Cernadas Pereira (1973–1974)

## Basketball
Neben Fußball ist Basketball eine Hauptsportart. Die Basketballabteilung wurde 1957 und 1958 zweimal portugiesischer Meister und zudem sechsmal Pokalsieger (1956/1957; 1959/1960; 1962/1963; 1981/1982; 1983/1984; 1984/1985). Bekannte ehemalige Spieler sind unter anderem Nate Fox und Kamil Novák. Die Heimspiele im Basketball finden im Pavilhão Municipal Luís de Carvalho statt.

## Andere Sportarten
Außerdem wird Schach, Gymnastik, Kickboxen, Schwimmen und Billard angeboten.